# Beren a Lúthien
Beren a Lúthien je soubor několika verzí epické fantasy od J. R. R. Tolkiena o Lúthien a Berenovi, jednoho z nejstarších Tolkienových příběhů z fiktivního světa Středozemě. Knihu editoval autorův syn Christopher. Je to příběh o lásce a dobrodružstvích smrtelníka Berena a nesmrtelné elfí panny Lúthien. Tolkien napsal několik verzí jejich příběhu, z nichž nejnovější byla publikována v Silmarillionu, a zmínka o nich se objevuje v Pánu prstenů na Elrondově radě. Příběh se odehrává během Prvního věku Středozemě, asi 6500 let před událostmi zachycenými v Hobitovi a Pánu prstenů. Kniha vyšla v českém překladu v roce 2023.
Beren, syn Barahirův, odřízl z Morgothovy koruny silmaril jako cenu za to, aby si mohl vzít za ženu Lúthien, dceru elfího krále Thingola a Maiy Melian. Ruku mu ukousnul se silmarilem v ní a později ho i zabil Carcharoth, vlk z Angbandu, ale jako jediný ze smrtelníků se Beren vrátil ze světa mrtvých. Poté žili spolu s Lúthien na Tol Galenu v Ossiriandu a bojoval s trpaslíky u Sarn Athradu. Byl pradědečkem Elronda a Elrose, a tedy předkem Númenórejských králů. Po úspěšné výpravě pro silmaril a následné Berenově smrti se Lúthien rozhodla stát smrtelnou a sdílet Berenův osud.
Tolkienovou inspirací pro mnoho námětů předložených v tomto příběhu byla jeho láska ke své ženě Edith a po její smrti nechal na náhrobek pod její jméno vyrýt „Lúthien“ a později i pod své jméno  „Beren“.

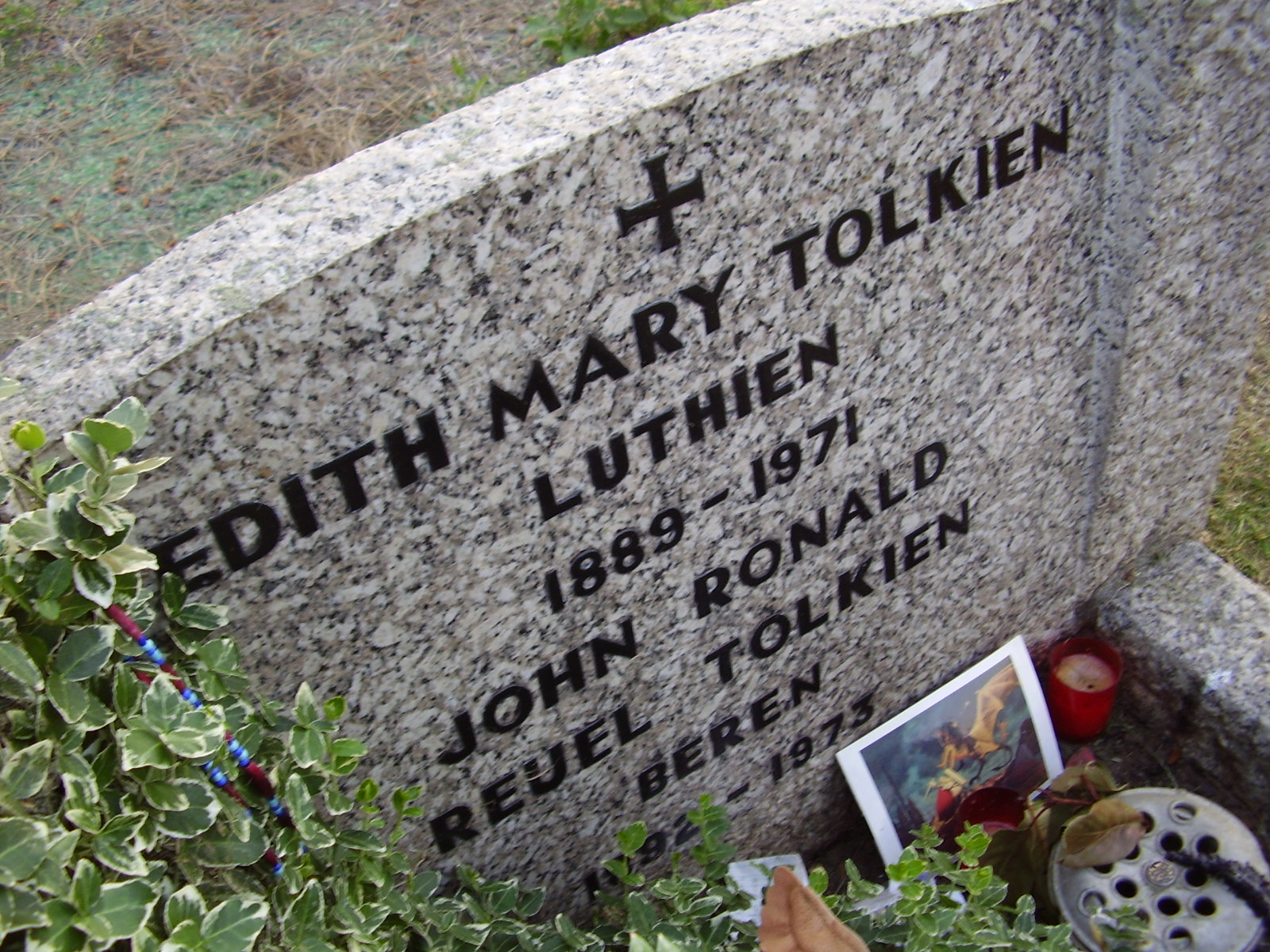
Náhrobek manželů Tolkienových na hřbitově Wolvercote v Oxfordu, na němž se objevují jména Beren a Lúthien.

## Vývoj a různé verze
První verzí příběhu je The Tale of Tinúviel (Příběh o Tinúviel), napsaný v roce 1917 a publikovaný v Knize ztracených pověstí. Během dvacátých let pak začal Tolkien příběh přetvářet do epické básně s názvem Příběh o Leithian. Tuto však nikdy nedokončil, neboť tři ze sedmnácti plánovaných zpěvů zůstaly nedopsané. Po jeho smrti vyšla v knize Příběhy o Beleriandu. Poslední verze příběhu je vyprávěna formou prózy v jedné kapitole Silmarillionu a Aragorn ji líčí v knize Společenstvo Prstenu. Některé rané verze příběhu, publikované v samostatné knize v roce 2017, popisovaly Berena jako noldorského elfa, ne jako člověka.

## Vydání knihy
Knihu redigoval Christopher Tolkien. Příběh o Berenovi a Lúthien je jedním ze tří příběhů z knihy Silmarillion, o kterých Tolkien soudil, že si zaslouží vyšší míru pozornosti ve formě samostatné publikace. Zbylé dva příběhy nesou název Húrinovy děti a Pád Gondolinu.
Knihu ilustroval Alan Lee a editoval Christopher Tolkien. Obsahuje různé verze, na kterých je vidět vývoj příběhu v čase. Je fakticky restaurována z Tolkienových rukopisů a poprvé představena jako jediné více méně souvislé vyprávění, přičemž využívá stále se vyvíjejících materiálů, které tvoří „Příběh Berena a Lúthien“. Neobsahuje všechny verze a úpravy příběhu, pouze ty, o kterých Christopher Tolkien věřil, že budou jasné a nebude nutné je tolik vysvětlovat, jak v knize sám uvádí:
| „ | Pokusil jsem se oddělit příběh o Berenovi a Tinúviel (Lúthien) tak, aby byl tak samostatný, jak je to (podle mého názoru) jen bez zkreslení možné. Na druhé straně jsem chtěl i ukázat, jak se tento původní příběh vyvíjel v průběhu let. [...] Účel této knihy je tedy zcela odlišný od účelu svazků Dějin Středozemě, z nichž je odvozen. Zdůrazňuji že není zamýšlen jako doplněk k těmto knihám. Je to spíše pokus o vytvoření jednoho vyprávění z neobyčejně rozsáhlých, bohatých a složitých zdrojů. Ovšem toto vyprávění – příběh o Berenovi a Lúthien – se tím, jak se stále více stávalo dílčí částí v celistvém příběhu, samo neustále vyvíjelo a rozvíjelo nové asociace. Rozhodnutí, co zahrnout a co vyloučit z onoho starověkého světa „celkově“, bylo pak záležitostí subjektivního a místy pro některé i pochybného úsudku: v takovém pokusu nemůže existovat žádná dosažitelná „správná cesta“. Obecně jsem však cíleně selhal ve srozumitelnosti a odolal jsem nutkání věci vysvětlovat, a to ze strachu, že bych tím podkopal primární účel a metodu knihy. | “ |

– Christopher Tolkien v Předmluvě ke knize Beren and Lúthien, 2017. (překlad)

## Autorův přístup
Kniha začíná nejúplnější verzí začátku příběhu – „Příběhem o Tinúviel“ v podobě, v jaké je publikován v Knize ztracených pověstí, s nepatrnými úpravami názvů osob a míst, aby nedošlo k záměně s pozdějšími verzemi. Obecná stránka příběhu upravena nebyla – Beren zde není lidským synem Barahira, ale noldorským elfem, synem Egnora bo-Rimiona. Berenův původ se verzi od verze mění, podle toho, která část příběhu je v nich popisována.
Jak  vysvětluje Christopher Tolkien:
| „ | Další problém, který bych měl zmínit, vyvstal v důsledku velmi častých změn jmen. Sledovat s naprostou přesností a důsledností sled jmen v textech různého stáří by účelu této knihy neposloužilo. Proto jsem v tomto ohledu nedodržoval žádné pravidlo, ale odlišoval jsem v některých případech staré a nové varianty. v jiných případech jsem tak však z různých důvodů nečinil. V mnoha situacích změnil můj otec později, či dokonce mnohem později ve svých rukopisech jméno postavy, ale nečinil tak důsledně: například dvojice výrazů „Elfin“ a „Elven“ (česky Elfové). V takových případech jsem udělal z „Elven“ jedinou formu. Stejně tak jsem přijal pouze „Beleriand“ oproti dřívější variantě „Broseliand“. V jiných případech jsem ale zachoval obě formy – „Tinwelint“/„Thingol“, „Artanor“/„Doriath“. | “ |

– Christopher Tolkien v Předmluvě ke knize Beren and Lúthien, 2017. (překlad)
Další kapitoly v příběhu pokračují prostřednictvím novějších básní, souhrnů a prózy, které příběh prezentují podle toho, jak se příběh vyvíjel v čase co se týče chronologie samotné dějové linky, ne nutně pořadí, v jakém byly dílčí části napsány či publikovány. Sem patří části různých verzí, např. z Příběhu o Leithian, Silmarillionu nebo pozdějších kapitol Ztracených pověstí.
Jelikož J. R. R. Tolkien provedl v příběhu mnoho změn, které měly vliv jak na vyprávění tak na styl, není prezentace těchto částí v knize jako celku zcela konzistentní. dochází zde k jisté míře překrývání detailů a nesrovnalostem v návaznosti, ale jednotlivé části se pokoušejí vytvořit ucelený, plynulý příběh. Christopher Tolkien zahrnul do knihy jak své redaktorské vysvětlení, tak i historické detaily aby tyto mezery mezi jednotlivými částmi překlenul. Podrobnosti ztracené v pozdějších popisech představil znovu. Příklady vidíme v postavách jako Tevildo (který je vzhledem k povaze toho, jak je v díle představen, považován spíše za samostatnou postavu než za rané pojetí Saurona), Nekromant Thû (jakožto první zjevení Saurona), podlí (nebo „zrádní“) trpaslíci (jedna z narážek na Ztracené pověsti, která se objevuje v Hobitovi) a další termíny jako gnóm (Noldoli, později Noldorský elf), Fay, Fairy (dva termíny pro "víly"), Leprechaun a Pixie (dva termíny pro "skřítky"). Některé z těchto termínů se objevují i například v raných vydáních Hobita, ovšem v pozdějších verzích se používat přestaly.
Kniha nabízí určitý vhled do otázky nesrovnalostí v textu, ale ty jsou způsobené spíše vyprávěním dílčích částí odlišnými pohledy a odlišnými vypravěči v rámci celku, spíše než by byly obrazem častých změn Tolkienových idejí.
| „ | [...] první věk v Dějinách Středozemě byl v těchto knihách pojat jako historie ve dvou smyslech. Zaprvé to byla kronika životů a událostí ve Středozemi. Zadruhé to však také byla historie měnících se literárních koncepcí s postupujícími roky. Příběh Berena a Lúthien se tedy rozprostírá přes několik let i knih. Navíc, jelikož se tento příběh začal zaplétat do pomalu se vyvíjejícího Silmarillionu a postupně se stával jeho nenahraditelnou součástí, je nyní jeho vývoj zaznamenán v návaznosti rukopisů, které se zabývají především celkovou historií Starých časů. | “ |

– Christopher Tolkien v Předmluvě ke knize Beren and Lúthien, 2017. (překlad)
Tato kniha znovu představuje některé detaily, od kterých pro vysokou míru editace v příběhu "O zkáze Doriathu"  Christopher Tolkien upustil. Jedním z těchto detailů je například prokletý Mîmův poklad, či skutečnost, že byl Doriath zrazen zevnitř, nebo že byl Thingol schopen trpaslíky z města vytlačit a zabit byl až později když trpaslíkům padl do léčky. Prvky raných Ztracených pověstí jsou zde znovu spojené s detaily, které Guy Kay sestavil pro kapitolu v Silmarillionu, aby je tak přiblížil původnímu záměru J. R. R. Tolkiena (viz Válka o klenoty).
 

## Přijetí veřejností
Tolkienovský učenec John Garth, píšící pro New Statesman, poznamenává, že než se příběh o Berenovi a Lúthien – odraz skutečného příběhu poručíka Tolkiena, který si představoval Edith jak tančí na lesní mýtině daleko od „zvířecí hrůzy“ zákopů – dočkal publikace, trvalo to celé století. Garth nachází „mnoho, co si může vychutnat“, jak se příběh mění prostřednictvím „několika rychlostních stupňů“, až nakonec „dosáhne mytické síly“. Berenův nepřítel se mění z kočičího démona na „nekromanta“ a nakonec na Saurona. Garth poznamenává, že pokud to měl být ztracený předchůdce pohádky O Locice, pak to rozhodně zobrazuje moderní „přepracování pohádky zaměřené na ženy“ s takovou Lúthien, která může být spravedlivější, než dokáže smrtelný jazyk říct, ale je také vynalézavější, než její milý. 